# Спенс, Эррол
Э́ррол Спенс-младший (англ. Errol Spence Jr.; род. 13 января 1990, Лонг-Айленд, штат Нью-Йорк, США) — американский боксёр-профессионал, выступающий в полусредней и в первой средней весовых категориях. Среди профессионалов бывший чемпион мира по версиям
IBF (2017—2023), WBC (2019—2023) и WBA (2022—2023) в полусреднем весе.
Будучи любителем, он трижды подряд выиграл национальный чемпионат США в полусреднем весе, а также представлял США на летних Олимпийских играх в Лондоне, где в четвертьфинале проиграл российскому боксёру Андрею Замковому. В 2015 году спортивные издания, вроде ESPN и Sports Illustrated присвоили ему статус «Самого перспективного боксёра».
По состоянию на март 2017 года, Спенс занимал 6-е место в полусреднем весе по мнению Transnational Boxing Rankings Board, 7-е место по мнению The Ring и 9-е место по мнению BoxRec.

## Любительская карьера

### Чемпионат США[англ.]2008
Начал заниматься боксом в 14 лет. Выступал в полусредней весовой категории (до 69 кг). В 1/16 финала победил Уэсли Падилью. В 1/8 финала победил Глена Тапиа. В четвертьфинале победил Леандре Уайта. В полуфинале проиграл Грегу Картеру.

### Золотые перчатки2008
Выступал в полусреднем весе (до 68,95 кг). В 1/8 финала победил Леандре Уайта. В четвертьфинале проиграл Нику Бринсону.

### Золотые перчатки2009
Выступал в полусреднем весе (до 68,95 кг). В 1/16 финала победил Хосе Бернала. В 1/8 финала победил Дэвида Грейтона IV. В четвертьфинале победил Джона Сабалу. В полуфинале победил Эдуардо Алисиа. В финале победил Джавонту Старкса.

### Чемпионат США[англ.]2009
Выступал в полусредней весовой категории (до 69 кг). В 1/8 финала победил Грега Картера. В четвертьфинале победил Джулиана Уильямса. В полуфинале победил Ричарда Хардгрейвса. В финале победил Эдуардо Алисиа.

### Чемпионат мира 2009
Выступал в полусредней весовой категории (до 69 кг). В 1/16 финала проиграл кубинцу Карлосу Банто со счётом 1:11.

### Золотые перчатки2010
Выступал в полусредней весовой категории (до 69 кг). В 1/16 финала победил Деандре Харриса. В 1/8 финала победил Криса Пирсона. В четвертьфинале победил Фрэнка Гедеона. В полуфинале победил Джавонна Барнса. В финале проиграл Дэвиду Грейтону IV.

### Чемпионат США[англ.]2010
Выступал в полусредней весовой категории (до 69 кг). В 1/16 финала победил Диллона Кука. В 1/8 финала победил Сэмюэла Васкеса. В четвертьфинале победил Брайанта Переллу. В полуфинале победил Луиса Оливареса. В финале победил Алекса Мартина.

### Чемпионат США[англ.]2011
Выступал в полусредней весовой категории (до 69 кг). В 1/8 финала победил Дарвина Прайса. В четвертьфинале победил Бостона Сэлмона. В полуфинале победил Вилли Джонса. В финале победил Луиса Оливареса.

### Чемпионат мира 2011
Выступал в полусредней весовой категории (до 69 кг). В 1/32 финала победил иранца Амина Гасемипура со счётом 28:10. В 1/16 финала победил канадца Кастио Клейтона со счётом 18:9. В 1/8 финала победил венгра Имре Бачкаи со счётом 26:16. В четвертьфинале проиграл казаху Серику Сапиеву со счётом 10:20.

### Олимпийские игры 2012
Выступал в полусредней весовой категории (до 69 кг). В 1/16 финала победил бразильца Мике Карвалью со счётом 16-10. В 1/8 финала победил индийца Викаса Кришана со счётом 15-13. В четвертьфинале проиграл россиянину Андрею Замковому со счётом 11-16.

## Профессиональная карьера
Дебютировал на профессиональном ринге 9 ноября 2012 года, одержав победу нокаутом в 3-м раунде.
16 апреля 2016 года нокаутировал в 5-м раунде экс-чемпиона мира в 1-м полусреднем весе американца Криса Алгиери.
21 августа 2016 года нокаутировал в 6-м раунде итальянца Леонарда Бунду и стал официальным претендентом на титул чемпиона мира в полусреднем весе по версии IBF.

### Чемпионский бой сКеллом Бруком
27 мая 2017 года встретился с чемпионом мира в полусреднем весе по версии IBF британцем Келлом Бруком. Бой получился очень близким и конкурентным. В начале поединка лучше выглядел Брук, которому удавалось держать соперника на нужной дистанции. Однако, по ходу боя Спенс стал действовать активнее. Американец немного превосходил британца в скорости и выбрасывал больше ударов. Во второй половине боя у Брука образовалась гематома под левым глазом. Со временем она увеличилась и явно мешала чемпиону. В 10-м раунде Эррол отправил соперника в нокдаун. В 11-м раунде Брук опустился на колено и ему снова был отсчитан нокдаун. Брук показал, что не может продолжить бой из-за сильной гематомы и рефери остановил поединок.

### Бой сЛамонтом Питерсоном
20 января 2018 года встретился с экс-чемпионом мира в двух весовых категориях американцем Ламонтом Питерсоном. Спенс полностью контролировал ход боя, был быстрее и точнее своего противника. В 5-м раунде чемпион отправил претендента в нокдаун. Преимущество Спенса всё увеличивалось и, после 7-го раунда, угол Питерсона отказался от продолжения боя.
16 июня 2018 года нокаутировал в 1-м раунде мексиканца Карлоса Окампо.

### Бой сМайки Гарсией
16 марта 2019 года встретился с чемпионом мира в четырёх весовых категориях не имеющим поражений американцем Майки Гарсией. Первые два раунда оба боксёра провели в осторожной манере, изучая друг друга. Постепенно Спенс стал захватывать преимущество. Американец был немного быстрее и наносил более жёсткие удары. К концу поединка преимущество Эррола уже стало подавляющим. Судьи единогласно отдали победу действующему чемпиону в полусреднем весе.

### Объединительный бой сШоном Портером
28 сентября 2019 года встретился с чемпионом мира по версии WBC американцем Шоном Портером. Поединок получился равным, соперники ни в чём не уступали друг другу. Раздельным решением судей победу одержал Спенс.

### Объединительный бой с Йорденисом Угасом
16 апреля 2022 года встретился с чемпионом мира по версии WBA кубинцем Йорденисом Угасом. Победил техническим нокаутом в 10-м раунде.

### Объединительный бой с Теренсом Кроуфордом
29 июля 2023 года встретился с чемпионом мира по версии WBO не имеющим поражений американцем Теренсом Кроуфордом. Спенс пытался прессинговать противника, но Кроуфорд был точнее и успешнее в своих атаках. По ходу боя Эррол три раза был в нокдауне: один раз во 2-м раунде и два раза в 7-м. Примечательно, что это были первые нокдауны в его профессиональной карьере. В 9-м раунде, после очередной затяжной и успешной атаки Кроуфорда, рефери остановил поединок. Для Спенса это поражение стало первым в карьере.

## Статистика профессиональных боёв
В таблице перечислены результаты всех поединков боксёров.
В каждой строке указан результат поединка. Дополнительно номер поединка обозначен цветом, который обозначает итог поединка. Расшифровка обозначений и цветов представлена в нижеследующей таблице.
| Пример | Расшифровка                     |
| ------ | ------------------------------- |
|        | Победа                          |
|        | Ничья                           |
|        | Поражение                       |
|        | Планируемый поединок            |
|        | Поединок признан несостоявшимся |
| КО     | Нокаут                          |
| ТКО    | Технический нокаут              |
| PTS    | Решение судей (по очкам)        |
| UD     | Единогласное решение судей      |
| MD     | Решение большинства судей       |
| SD     | Раздельное решение судей        |
| RTD    | Отказ от продолжения боя        |
| DQ     | Дисквалификация                 |
| NC     | Поединок признан несостоявшимся |

| 29 поединков, 28 побед (22 нокаутом), 1 поражение. | 29 поединков, 28 побед (22 нокаутом), 1 поражение. | 29 поединков, 28 побед (22 нокаутом), 1 поражение. | 29 поединков, 28 побед (22 нокаутом), 1 поражение.                      | 29 поединков, 28 побед (22 нокаутом), 1 поражение. | 29 поединков, 28 побед (22 нокаутом), 1 поражение. |
| Бой                                                | Дата боя                                           | Соперник                                           | Место проведения боя                                                    | Результат                                          | Дополнительно |
| -------------------------------------------------- | -------------------------------------------------- | -------------------------------------------------- | ----------------------------------------------------------------------- | -------------------------------------------------- | --- |
| 29                                                 | 29 июля 2023                                       | Теренс Кроуфорд (39-0)                             | T-Mobile Arena, Лас-Вегас, Невада, США                                  | TKO 9 (12), 2:32                                   | Бой за звание абсолютного чемпиона мира в полусреднем весе, по версиям WBC (3-я защита Спенса), IBF (7-я защита Спенса), WBA Super (1-я защита Спенса) и WBO (7-я защита Кроуфорда). А также за вакантный титул чемпиона мира по версии The Ring. Спенс в нокдауне в 2-м и два раза в 7-м раунде. |
| 28                                                 | 16 апреля 2022                                     | Йорденис Угас (27-4)                               | AT&T Stadium, Арлингтон, Техас, США                                     | TKO 10 (12), 1:44                                  | Объединённый бой за титул чемпиона мира по версиям WBC (2-я защита Спенса), IBF (6-я защита Спенса) и WBA Super (2-я защита Угаса) в полусреднем весе. |
| 27                                                 | 5 декабря 2020                                     | Дэнни Гарсия (36-2)                                | AT&T Stadium, Арлингтон, Техас, США                                     | UD 12                                              | Счёт: 117-111 и 116-112 (дважды). Защитил титул чемпиона мира по версиям WBC (1-я защита Спенса) и IBF (5-я защита Спенса) в полусреднем весе. |
| 26                                                 | 28 сентября 2019                                   | Шон Портер (30-2-1)                                | Стейплс-центр, Лос-Анджелес, Калифорния, США                            | SD 12                                              | Счёт: 112-115 и 116-111 (дважды). Объединённый бой за титул чемпиона мира по версиям IBF (4-я защита Спенса) и WBC (2-я защита Портера) в полусреднем весе. |
| 25                                                 | 16 марта 2019                                      | Майки Гарсия (39-0)                                | AT&T Stadium, Арлингтон, Техас, США                                     | UD 12                                              | Счёт: 120-107 и 120-108 (дважды). Защитил титул чемпиона мира по версии IBF (3-я защита Спенса) и завоевал вакантный титул чемпиона по версии WBC Diamond в полусреднем весе. |
| 24                                                 | 16 июня 2018                                       | Карлос Окампо (22-0)                               | The Ford Center at The Star, Фриско, Техас, США                         | KO 1 (12), 3:00                                    | Защитил титул чемпиона мира по версии IBF (2-я защита Спенса) в полусреднем весе. |
| 23                                                 | 20 января 2018                                     | Ламонт Питерсон (35-3-1)                           | Барклайс-центр, Бруклин, Нью-Йорк, штат Нью-Йорк, США                   | RTD 7 (12), 3:00                                   | Защитил титул чемпиона мира по версии IBF (1-я защита Спенса) в полусреднем весе. Питерсон в нокдауне в 5-м раунде. |
| 22                                                 | 27 мая 2017                                        | Келл Брук (36-1)                                   | Брэмолл Лейн, Шеффилд, Йоркшир, Англия, Великобритания                  | KO 11 (12), 1:47                                   | Завоевал титул чемпиона мира по версии IBF (4-я защита Брука) в полусреднем весе. Брук в нокдауне в 10-м раунде. |
| 21                                                 | 21 августа 2016                                    | Леонард Бунду (33-1-2)                             | Ford Amphitheater, Кони-Айленд, Бруклин, Нью-Йорк, штат Нью-Йорк, США   | KO 6 (12), 2:06                                    | Элиминатор IBF в полусреднем весе. |
| 20                                                 | 16 апреля 2016                                     | Крис Алгиери (21-2-0)                              | Барклайс-центр, Бруклин, Нью-Йорк, штат Нью-Йорк, США                   | TKO 5 (12), 0:48                                   | Алгиери в нокдауне один раз в 4-м раунде и два раза в 5-м раунде. |
| 19                                                 | 28 ноября 2015                                     | Алехандро Баррера (28-2-0)                         | The Bomb Factory, Даллас, Техас, США                                    | TKO 5 (12)                                         | Баррера два раза в нокдауне в 5-м раунде. |
| 18                                                 | 11 сентября 2015                                   | Крис ван Херден (23-1-1)                           | Ricoh Coliseum, Торонто, Онтарио, Канада                                | TKO 8 (10)                                         | Ван Херден два раза в нокдауне в 7-м раунде. |
| 17                                                 | 20 июня 2015                                       | Фил Ло Греко (26-1-0)                              | MGM Grand Garden Arena, Лас-Вегас, Невада, США                          | TKO 3 (10)                                         | Ло Греко в нокдауне в 3-м раунде. |
| 16                                                 | 11 апреля 2015                                     | Самюэль Варгас (20-1-1)                            | Барклайс-центр, Бруклин, Нью-Йорк, штат Нью-Йорк, США                   | TKO 4 (10)                                         | |
| 15                                                 | 13 декабря 2014                                    | Хавьер Кастро (27-7-0)                             | MGM Grand Garden Arena, Лас-Вегас, Невада, США                          | TKO 5 (8)                                          | |
| 14                                                 | 11 сентября 2014                                   | Ноэ Боланьос (24-10-1)                             | Hard Rock Hotel and Casino, The Joint, Лас-Вегас, Невада, США           | RTD 2 (8)                                          | |
| 13                                                 | 27 июня 2014                                       | Рональд Крус (20-3-0)                              | Hard Rock Hotel and Casino, Лас-Вегас, Невада, США                      | UD 10                                              | Счёт судей: 100-90 (все). |
| 12                                                 | 18 апреля 2014                                     | Рэймонд Чарльз (12-2-2)                            | Illusions Theater, Сан-Антонио, Техас, США                              | TKO 1 (10)                                         | |
| 11                                                 | 10 февраля 2014                                    | Питер Олуоч (12-6-2)                               | Cowboys Dance Hall, Сан-Антонио, Техас, США                             | KO 4 (8)                                           | Олуоч два раза в нокдауне в 4-м раунде. |
| 10                                                 | 13 декабря 2013                                    | Херардо Куэвас (17-10-0)                           | Fantasy Springs Casino, Индио, Калифорния, США                          | RTD 1 (8)                                          | Куэвас в нокдауне. |
| 9                                                  | 14 октября 2013                                    | Эммануэль Ларти (15-0-1)                           | BB&t Center, Санрайз, Флорида, США                                      | UD 8                                               | Счёт судей: 79-73 (все). |
| 8                                                  | 12 сентября 2013                                   | Хесус Тавера (5-3-0)                               | MGM Grand, Premier Ballroom, Лас-Вегас, Невада, США                     | TKO 1 (8)                                          | |
| 7                                                  | 20 июля 2013                                       | Эдди Кордова (4-4-1)                               | Fantasy Springs Casino, Индио, Калифорния, США                          | KO 1 (6)                                           | |
| 6                                                  | 1 июня 2013                                        | Гильермо Ибарра (11-3-0)                           | BB&t Center, Санрайз, Флорида, США                                      | KO 1 (6)                                           | |
| 5                                                  | 3 мая 2013                                         | Брэндон Хоскинс (16-4-1)                           | The Cosmopolitan of Las Vegas, Chelsea Ballroom, Лас-Вегас, Невада, США | TKO 1 (6)                                          | |
| 4                                                  | 2 марта 2013                                       | Луис Торрес (4-2-3)                                | Our Lady of the Lake University Gym, Сан-Антонио, Техас, США            | UD 4                                               | Счёт судей: 40-36 (все). |
| 3                                                  | 26 января 2013                                     | Натан Батчер (0-1-0)                               | Hard Rock Hotel and Casino, The Joint, Лас-Вегас, Невада, США           | TKO 1 (4)                                          | |
| 2                                                  | 15 декабря 2012                                    | Ричард Эндрюс (5-2-3)                              | Sports Arena, Лос-Анджелес, Калифорния, США                             | TKO 3 (4)                                          | |
| 1                                                  | 9 ноября 2012                                      | Хонатан Гарсия (3-3-0)                             | Fantasy Springs Casino, Индио, Калифорния, США                          | KO 3 (4)                                           | Гарсия в нокдауне в 3-м раунде. |
| Бой                                                | Дата                                               | Соперник                                           | Место проведения                                                        | Результат                                          | Примечание |

## Титулы

### Любительские
- 2008  Бронзовый призёр чемпионата США в полусреднем весе.
- 2009  Победитель турнира «Золотые перчатки» в полусреднем весе.
- 2009  Чемпион США в полусреднем весе.
- 2010  Серебряный призёр турнира «Золотые перчатки» в полусреднем весе.
- 2010  Чемпион США в полусреднем весе.
- 2011  Чемпион США в полусреднем весе.

### Профессиональные
- Чемпион мира в полусреднем весе по версии IBF (2017—2023).
- Чемпион мира в полусреднем весе по версии WBC (2019—2023).
- Чемпион мира в полусреднем весе по версии WBA (2022—2023).